# Вьетнамская черепаха
Вьетнамская черепаха (лат. Mauremys annamensis) — вид черепах из рода водных (Mauremys) семейства азиатских пресноводных (Geoemydidae).

## Описание
Общая длина карапакса достигает 17—29 см, веса 1—2 кг. Голова среднего размера. Кончик верхней челюсти немного сжат. Карапакс плоский или немного выпуклый с нечетким килем. Пластрон большой, но без подвижного соединения. Конечности мощные, наделенные большими щитками. Самцы имеют более длинный хвост чем самка. также у них пластрон вогнут.
У этой черепахи темная голова с 4 жёлтыми полосками с каждой стороны. Пластрон жёлтого или оранжевого цвета с черными пятнами на каждом щитке.

## Образ жизни
Любит низинные болота, пруды, небольшие озера, медленные реки. Питается насекомыми, червями, а также водной растительностью.
Самка откладывает от 1 до 14 яиц. Инкубационный период длится от 80 до 90 суток.
Этот вид почти исчез в дикой природе в связи с незаконной охотой.

## Распространение
Живет в центральном Вьетнаме: районы Фак-Сон и Фай-Фао.